# Норморфин
Норморфи́н — опиатный аналог, представляющий собой N-деметилированное производное морфина.

## Фармакологическое действие
Сам по себе норморфин имеет довольно слабую опиоидную активность, однако используется как промежуточное звено для синтеза опиоидных антагонистов, таких как налорфин, а также сильных агонистов, таких как N-этилбензолнорморфин. Также является основным метаболитом морфина, при этом используются ферменты печени CYP3A4 и CYP2C8.

## Физические свойства
Температура плавления: 243—277 °C, растворим в воде и этаноле, нерастворим в хлороформе и диэтиловом эфире.

## Правовой статус
В России норморфин входит в Список I Перечня наркотических средств, психотропных веществ и их прекурсоров, подлежащих контролю в Российской Федерации (оборот запрещён).